# Morzęcińska Góra
Morzęcińska Góra – wzniesienie (wzgórze) położone w paśmie Wzgórz Trzebnickich, w obrębie Grzbietu Trzebnickiego. Wzgórze znajduje się w Gminie Oborniki Śląskie. Wierzchołek wzniesienia położony jest na wysokości bezwzględnej wynoszącej 220,7 m n.p.m.

## Położenie i otoczenie
Wzgórze położone jest w paśmie Wzgórz Trzebnickich, będących mezoregionem o identyfikatorze 318.44 (według regionalizacji fizycznogeograficznej opracowanej przez Jerzego Kondrackiego), należących do Wału Trzebnickiego (makroregion o indeksie 318.4). W ramach tych Wzgórz Trzebnickich wyróżnia się także mikroregion obejmujący Morzęcińską Górę – Grzbiet Trzebnicki (mikroregion o indeksie 318.444), w jego północno-zachodniej części. Pod względem regionalizacji przyrodniczo-leśnej wzgórze położone jest w mezoregionie Wzgórz Trzebnicko-Ostrzeszowskich.
W ramach Wzgórz Trzebnickich na zachód od wzniesienia, za linia kolejową, położony jest Płaskowyż Lipy, na południowy zachód, również za linią kolejową, znajduje się Długie Wzgórze, a po tej samej stronie linii kolejowej po stronie południowo-wschodniej wzniesienie Strzeżna i Siemianicki Grzbiet, po stronie wschodniej zaś Baranki i nieco na północy wzgórze Widok oraz Barani Masyw, w kierunku północnym zaś Brzeźnik i po przeciwnej stronie linii kolejowej Osolińska Góra, a dalej w kierunku północno-zachodnim Podlesiec.
Pod względem podziału administracyjnego wzniesienie jest położone w Gminie Oborniki Śląskie, powiecie Trzebnickim, województwie Dolnośląskim, jednostka ewidencyjna Oborniki Śląskie – obszar wiejski, obręb Morzęcin Wielki. Miejscowość Morzęcin Wielki leży na wschód i południowy wschód od wierzchołka, Morzęcin Mały na północ, a Osola na północny zachód.

## Charakterystyka
Najwyższy punkt wzniesienia położony jest na wysokości bezwzględnej wynoszącej 220,7 m n.p.m. (wg innych źródeł 216 m n.p.m.). Masyw wzgórza pokryty jest lasem, a w pobliżu wierzchołka znajduje się wieża przeciwpożarowa. Jest to las gospodarczy z dominującymi w drzewostanie w rejonie wierzchołka dębami, w tym dębem czerwonym, oraz występującymi innymi gatunkami występującymi tu drzew takimi jak grab pospolity, czereśnia pospolita.

## Nazwa
Nazwa własna – Morzęcińska Góra – jest nazwą urzędową. Została ustalona i ujęta w państwowym rejestrze nazw geograficznych na podstawie Zarządzenia nr 70 z dnia 30 marca 1954 r. wydanego przez Prezesa Rady Ministrów (Monitor Polski z 1954 nr 38, poz. 516). Odnosi się ona do ukształtowania terenu należącego do rodzaju wzgórza, wzniesienia. W rejestrze tym przypisano jej identyfikator: PRNG – 206508, identyfikator IIP – PL.PZGiK.320.NGRP.206508. Podaje on następujące współrzędne geograficzne punktu głównego wzniesienia: szerokość geograficzna – 51°19'55" N, długość geograficzna – 16°52'60" E. W rejestrze tym obowiązuje od 23.03.2015 r.
Niemiecka nazwa wzniesienia brzmiała Schnepfęn Berg. W jego pobliżu na niemieckich mapach widnieją jeszcze dwa inne wierzchołki, które współcześnie nie mają polskich nazw: Kierfern Berg na północny zachód w tym samym kompleksie leśnym oraz Rosen Berg na południowy wschód bliżej miejscowości Morzęcin Wielki (Große Muritsch).